# Charles Fabri
Pour les articles homonymes, voir Fabri.
Charles Fabri (né à Huy le 26 octobre 1873 et mort à Paris 8e le 26 mai 1938) est un banquier belge.

## Biographie
Héritier de la banque Fabri - de Lhoneux à la mort de son père et de l'associé de ce dernier, Pierre de Lhoneux, à la veille de la Première Guerre mondiale, Charles Fabri en fait un important établissement au niveau de la région liégeoise. Durant la guerre il développe, en collaboration avec Émile Francqui, le réseau de la Banque d'Outremer, dont il est nommé administrateur en 1919, puis administrateur-directeur en 1921. En 1928, la Banque d'Outremer est absorbée par la Société générale dont Charles Fabri devient membre du conseil de direction et, à ce titre, poursuit sa collaboration avec Émile Francqui sur les marchés internationaux.
En 1932, il devient président de Petrofina, succédant à Émile Francqui à ce poste. En 1935 il est accusé d'avoir, avec Émile Francqui, réalisé des profits personnels en spéculant sur la dévaluation du franc belge,.

## Sources
- « Charles Fabri », sur Chronologie illustrée du groupe Total, Total (consulté le 9 octobre 2012).
- Luc de Walque, La famille Fabri : C'est en forgeant... Fabricando Fabri Fimus, Grune, 2005, 152 p., p. 49-52.